# Линдон (Илиноис)
Линдон (енгл. Lyndon) град је у америчкој савезној држави Илиноис.

## Демографија
По попису из 2010. године број становника је 648, што је 82 (14,5%) становника више него 2000. године.
| Група             | 2000.       | 2010.       |
| Белци             | 544 (96,1%) | 616 (95,1%) |
| Афроамериканци    | 1 (0,2%)    | 2 (0,3%)    |
| Азијати           | 1 (0,2%)    | 1 (0,2%)    |
| Хиспаноамериканци | 7 (1,2%)    | 16 (2,5%)   |
| Укупно            | 566         | 648         |